# Zoran Mamić
Zoran Mamić (Zagabria, 30 settembre 1971) è un allenatore di calcio ed ex calciatore croato, di ruolo difensore.

## Carriera

### Giocatore

#### Club
Prodotto del vivaio della Dinamo Zagabria, esordisce in prima squadra nel 1989. Nel 1991-1992 gioca nello Zemun, poi ancora nella Dinamo, fino al 1996, vincendo 2 campionati croati e 2 Coppe di Croazia. Trasferitosi al Bochum, milita per un anno in Bundesliga, per poi vestire la maglia di un altro club della massima serie tedesca, il Bayer Leverkusen, dove, però, trova poco spazio in campo in due anni. Nel 2000 torna al Bochum e nel 2001 si accasa al Greuther Fürth, in Zweite Bundesliga, dove gioca per due anni. In seguito difende i colori dell'LR Ahlen e dell'Eintracht Treviri. In carriera conta 8 presenze e 4 gol in Bundesliga, 99 presenze e 2 reti in Zweite Bundesliga.
Nel 2005 torna alla Dinamo Zagabria, con cui vince il campionato del 2006 da capitano, un altro campionato nel 2007, un'altra Coppa di Croazia e una Supercoppa di Croazia. Nel marzo 2007 si ritira dall'attività agonistica.

#### Nazionale
Con la nazionale croata vanta 6 presenze, raccolte tra l'ottobre 1996 e il giugno 1998. Ha partecipato al campionato del mondo 1998, pur senza mai scendere in campo.

### Allenatore
Dopo aver ricoperto il ruolo di direttore sportivo del club, nel 2013 assume la guida tecnica della Dinamo Zagabria, che mantiene fino al 2016, vincendo 2 campionati croati e 2 Coppe di Croazia. Nel 2016 viene ingaggiato dall'Al-Nassr e nel 2017 dall'Al-Ain, con cui vince il campionato emiratino. Nel 2019 è alla guida dell'Al-Hilal, mentre dal 2020 assume nuovamente la guida della Dinamo Zagabria. Lascia l'incarico il 15 marzo 2021, dopo essere stato condannato a 4 anni e otto mesi di carcere per frode fiscale.

## Statistiche

### Cronologia presenze e reti in nazionale
| Cronologia completa delle presenze e delle reti in nazionale ― Croazia | Cronologia completa delle presenze e delle reti in nazionale ― Croazia | Cronologia completa delle presenze e delle reti in nazionale ― Croazia | Cronologia completa delle presenze e delle reti in nazionale ― Croazia | Cronologia completa delle presenze e delle reti in nazionale ― Croazia | Cronologia completa delle presenze e delle reti in nazionale ― Croazia | Cronologia completa delle presenze e delle reti in nazionale ― Croazia | Cronologia completa delle presenze e delle reti in nazionale ― Croazia |
| Data                                                                   | Città                                                                  | In casa                                                                | Risultato                                                              | Ospiti                                                                 | Competizione                                                           | Reti                                                                   | Note                                                                   |
| ---------------------------------------------------------------------- | ---------------------------------------------------------------------- | ---------------------------------------------------------------------- | ---------------------------------------------------------------------- | ---------------------------------------------------------------------- | ---------------------------------------------------------------------- | ---------------------------------------------------------------------- | ---------------------------------------------------------------------- |
| 8-10-1996                                                              | Bologna                                                                | Bosnia ed Erzegovina                                                   | 1 – 4                                                                  | Croazia                                                                | Qual. Mondiali 1998                                                    | -                                                                      | 89’                                                                    |
| 11-12-1996                                                             | Casablanca                                                             | Marocco                                                                | 2 – 2                                                                  | Croazia                                                                | Amichevole                                                             | -                                                                      | 65’                                                                    |
| 12-6-1997                                                              | Sendai                                                                 | Croazia                                                                | 1 – 1                                                                  | Turchia                                                                | Amichevole                                                             | -                                                                      | 78’                                                                    |
| 22-4-1998                                                              | Osijek                                                                 | Croazia                                                                | 4 – 1                                                                  | Polonia                                                                | Amichevole                                                             | -                                                                      | 46’                                                                    |
| 3-6-1998                                                               | Fiume                                                                  | Croazia                                                                | 2 – 0                                                                  | Iran                                                                   | Amichevole                                                             | -                                                                      | 80’                                                                    |
| 6-6-1998                                                               | Zagabria                                                               | Croazia                                                                | 7 – 0                                                                  | Australia                                                              | Amichevole                                                             | -                                                                      | 46’                                                                    |
| Totale                                                                 |                                                                        | Presenze                                                               | 6                                                                      |                                                                        | Reti                                                                   | 0                                                                      |                                                                        |

### Statistiche da allenatore

#### Club
Statistiche aggiornate al 9 aprile 2023. In grassetto le competizioni vinte.
| Stagione               | Squadra                | Campionato             | Campionato | Campionato | Campionato | Campionato | Coppe nazionali | Coppe nazionali | Coppe nazionali | Coppe nazionali | Coppe nazionali | Coppe continentali | Coppe continentali | Coppe continentali | Coppe continentali | Coppe continentali | Altre coppe | Altre coppe | Altre coppe | Altre coppe | Altre coppe | Totale | Totale | Totale | Totale | % Vittorie | Piazzamento |
| Stagione               | Squadra                | Comp                   | G          | V          | N          | P          | Comp            | G               | V               | N               | P               | Comp               | G                  | V                  | N                  | P                  | Comp        | G           | V           | N           | P           | G      | V      | N      | P      | %          | Piazzamento |
| ---------------------- | ---------------------- | ---------------------- | ---------- | ---------- | ---------- | ---------- | --------------- | --------------- | --------------- | --------------- | --------------- | ------------------ | ------------------ | ------------------ | ------------------ | ------------------ | ----------- | ----------- | ----------- | ----------- | ----------- | ------ | ------ | ------ | ------ | ---------- | ----------- |
| ott. 2013-2014         | Dinamo Zagabria        | 1. HNL                 | 23         | 18         | 3          | 2          | CC              | 7               | 5               | 0               | 2               | UEL                | 4                  | 0                  | 2                  | 2                  | -           | -           | -           | -           | -           | 34     | 23     | 5      | 6      | 67,65      | sub, 1°     |
| 2014-2015              | Dinamo Zagabria        | 1. HNL                 | 36         | 26         | 10         | 0          | CC              | 7               | 5               | 2               | 0               | UCL+UEL            | 4+8                | 3+4                | 0+0                | 1+4                | SC          | 1           | 0           | 0           | 1           | 56     | 38     | 12     | 6      | 67,86      | 1°          |
| 2015-2016              | Dinamo Zagabria        | 1. HNL                 | 36         | 26         | 7          | 3          | CC              | 6               | 6               | 0               | 0               | UCL                | 12                 | 4                  | 3                  | 5                  | -           | -           | -           | -           | -           | 54     | 36     | 10     | 8      | 66,67      | 1°          |
| 2016-feb. 2017         | Al-Nassr               | SPL                    | 16         | 10         | 2          | 4          | KCC+CdL         | 2+4             | 2+4             | 0+0             | 0+0             | -                  | -                  | -                  | -                  | -                  | -           | -           | -           | -           | -           | 22     | 16     | 2      | 4      | 72,73      | Dim         |
| feb.-set. 2017         | Al-Ain                 | PL                     | 7          | 5          | 0          | 2          | PC+CdL          | 0+0             | 0+0             | 0+0             | 0+0             | ACL                | 10                 | 4                  | 4                  | 2                  | -           | -           | -           | -           | -           | 17     | 9      | 4      | 4      | 52,94      | Sub, 4°     |
| 2017-2018              | Al-Ain                 | PL                     | 22         | 16         | 5          | 1          | PC+CdL          | 4+7             | 4+2             | 0+1             | 0+4             | ACL                | 9                  | 3                  | 4                  | 2                  | -           | -           | -           | -           | -           | 42     | 25     | 10     | 7      | 59,52      | 1°          |
| 2018-feb. 2019         | Al-Ain                 | PL                     | 15         | 10         | 2          | 3          | PC+CdL          | 1+7             | 0+4             | 0+1             | 1+2             | ACL                | -                  | -                  | -                  | -                  | SC+CmC      | 1+4         | 0+1         | 1+2         | 0+1         | 28     | 15     | 6      | 7      | 53,57      | Dim         |
| Totale Al Ain          | Totale Al Ain          | Totale Al Ain          | 44         | 31         | 7          | 6          |                 | 19              | 10              | 2               | 7               |                    | 19                 | 7                  | 8                  | 4                  |             | 5           | 1           | 3           | 1           | 87     | 49     | 20     | 18     | 56,32      |             |
| feb.-apr. 2019         | Al-Hilal               | SPL                    | 10         | 7          | 2          | 1          | KCC             | 2               | 1               | 0               | 1               | ACL                | 4                  | 3                  | 0                  | 1                  | -           | -           | -           | -           | -           | 16     | 11     | 2      | 3      | 68,75      | Sub, Eson   |
| lug. 2020              | Dinamo Zagabria        | 1. HNL                 | 3          | 1          | 1          | 1          | CC              | 0               | 0               | 0               | 0               | UEL                | -                  | -                  | -                  | -                  | SC          | -           | -           | -           | -           | 3      | 1      | 1      | 1      | 33,33      | Sub, 1°     |
| 2020-mar. 2021         | Dinamo Zagabria        | 1. HNL                 | 23         | 17         | 3          | 3          | CC              | 3               | 3               | 0               | 0               | UCL+UEL            | 2+10               | 0+7                | 1+2                | 1+1                | -           | -           | -           | -           | -           | 38     | 27     | 6      | 5      | 71,05      | Dim         |
| Totale Dinamo Zagabria | Totale Dinamo Zagabria | Totale Dinamo Zagabria | 121        | 88         | 24         | 9          |                 | 23              | 19              | 2               | 2               |                    | 40                 | 18                 | 8                  | 14                 |             | 1           | 0           | 0           | 1           | 185    | 125    | 34     | 26     | 67,57      |             |
| Totale carriera        | Totale carriera        | Totale carriera        | 191        | 136        | 35         | 20         |                 | 50              | 36              | 4               | 10              |                    | 63                 | 28                 | 16                 | 19                 |             | 6           | 1           | 3           | 2           | 310    | 201    | 58     | 51     | 64,84      |             |

## Palmarès

### Giocatore

#### Competizioni nazionali
- Campionato croato: 4

Dinamo Zagabria: 1992-1993, 1995-1996, 2005-2006, 2006-2007
- Coppa di Croazia: 3

Dinamo Zagabria: 1993-1994, 1995-1996, 2006-2007
- Supercoppa di Croazia: 1

Dinamo Zagabria: 2006

### Allenatore

#### Competizioni nazionali
- Campionato croato: 4

Dinamo Zagabria: 2013-2014, 2014-2015, 2015-2016, 2019-2020
- Coppa di Croazia: 2

Dinamo Zagabria: 2014-2015, 2015-2016
- Campionato emiratino: 1

Al-Ain: 2017-2018
- Coppa del Presidente degli Emirati Arabi Uniti: 1

Al-Ain: 2017-2018